# Акита Нортерн Хэппинетс
«Акита Нортерн Хэппинетс» (яп. 秋田ノーザンハピネッツ, англ. Akita Northern Happinets) — японский баскетбольный клуб, выступающий в Восточном дивизионе Чемпионат Японии по баскетболу (Би лига). Представляет город Акита из одноимённой префектуры.

## Известные игроки
- Джастин Кинэн